# John Gaeta
John Gaeta (1965) è un effettista statunitense, conosciuto particolarmente per il suo lavoro sulla trilogia di Matrix.

## Biografia
Si laurea alla Scuola cinematografica dell'Università di New York. Inizia a lavorare nel mondo dello spettacolo come assistente di produzione al Saturday Night Live. Successivamente si avvicina al mondo degli effetti speciali lavorando per Peter Wallach, un animatore in stop-motion. La sua carriera nel mondo degli effetti visivi decolla quando gli viene offerta la possibilità di fare l'operatore di ripresa per una sequenza del film Star Trek V - L'ultima frontiera.
Successivamente si trasferisce nel Massachusetts per lavorare con Douglas Trumbull per Back to the Future Ride, un film per un parco tematico della Universal Studios. In seguito lavora per la Mass Illusion nel film Al di là dei sogni come supervisore della cattura topografica mediante Lidar. La carriera come supervisore agli effetti visivi inizia con il film Matrix, film per il quale vince l'Oscar ai migliori effetti speciali nel 2000..

## Filmografia
- Star Trek V - L'ultima frontiera (Star Trek V: The Final Frontier), regia di William Shatner (1989) - Assistente di ripresa per il modellino della Enterprise
- Dredd - La legge sono io (Judge Dredd), regia di Danny Cannon (1995) - assistente al supervisore agli effetti visivi
- L'eliminatore - Eraser (Eraser), regia di Chuck Russell (1996) - seconda supervisore agli effetti visivi
- Al di là dei sogni (What Dreams May Come), regia di Vincent Ward (1998) - supervisore per la cattura topografica
- Matrix, regia di Andy Wachowski e Larry Wachowski (1999) - supervisore agli effetti visivi
- Matrix Reloaded (The Matrix Reloaded), regia di Andy Wachowski e Larry Wachowski (2003) - supervisore agli effetti visivi
- Matrix Revolutions (The Matrix Revolutions), regia di Andy Wachowski e Larry Wachowski (2003) - supervisore agli effetti visivi senior
- Speed Racer, regia di Andy Wachowski e Larry Wachowski (2008) - supervisore agli effetti visivi
- Ninja Assassin, regia di James McTeigue (2009) - consulente agli effetti visivi